# Kader Chékhémani
Abdel-Kader Chékhémani, né le 18 juillet 1971 à Barentin, est un athlète français spécialiste du 1 500 m dans les années 1990.

## Biographie

### Carrière sportive
Il découvre l’athlétisme à l’occasion d'un cross scolaire qu’il dispute dans la région de Rouen, près de Duclair, lieu de son futur club (sous-section du Stade sottevillais 76) où il fit une grande partie de sa carrière de 1992 à 2000 pour la finir à Val-de-Reuil de 2001 à 2004.
Il eut successivement comme entraîneurs Dominique Franck (ancien kiné de Duclair et ancien responsable du Duclair Athletique Club section athlétique) et Hassan El Youbi Elidrissi.
Il se signale en 1993 durant l'universiade de Buffalo (États-Unis) sur 1 500 m par une brillante première place qu'il confirme en 1995 à Fukuoka (Japon) en conservant son titre.
Il est le frère ainé de Rachid Chékhémani.

### Reconversion
De 2007 à 2017, il est assistant parlementaire de Valérie Fourneyron. De 2008 à aujourd'hui, il est adjoint au maire de Rouen, successivement chargé du sport, de l'urbanisme et de la tranquillité publique, et de 2010 à 2015, 10e vice-président du conseil régional de Haute-Normandie.

## Palmarès
- Champion de France juniors (1990) et espoirs (1992) sur 1 500 m
- Médaille de bronze aux championnats d'Europe en salle 1 500 m 1994 (Paris)
- Finaliste des Championnats d'Europe sur 1500 à Helsinki (1994)
- Double champion du Monde Universitaire sur 1500m en 1993 Buffalo (USA) et 1995 Fukuoka (Japon)

- Champion de France en salle sur 1 500 m (1995)
- Coupe d'Europe des nations d'athlétisme sur 1 500 m en 1995
- 6ème aux Championnats du Monde sur 1500m (1995) à Göteborg.

- Médaille de bronze aux championnats d'Europe en salle sur 1 500 m à Helsinki (1996)
- 1/2 finaliste aux Jeux Olympiques d'Atlanta (1996)  sur 1500m.
- Finaliste des Championnats du Monde en salle sur 1500m Paris (1997)
- 1/4 de finale aux Championnats du Monde sur 1500m à Athènes (1997)

- vice-champion d'Europe en salle sur 1 500 m à Valence - Espagne (1998)
- Finaliste des Championnats d'Europe sur 1500m à Budapest (1998)
- 1/2 finaliste aux Championnats du Monde sur 1500 à Séville (1999)
- Vice-Champion de France sur 1 500 m (1995- 1999-2004)

## Records personnels
- 1 500m : 3 min 33 s 10 (1996)[4]